# بونساي

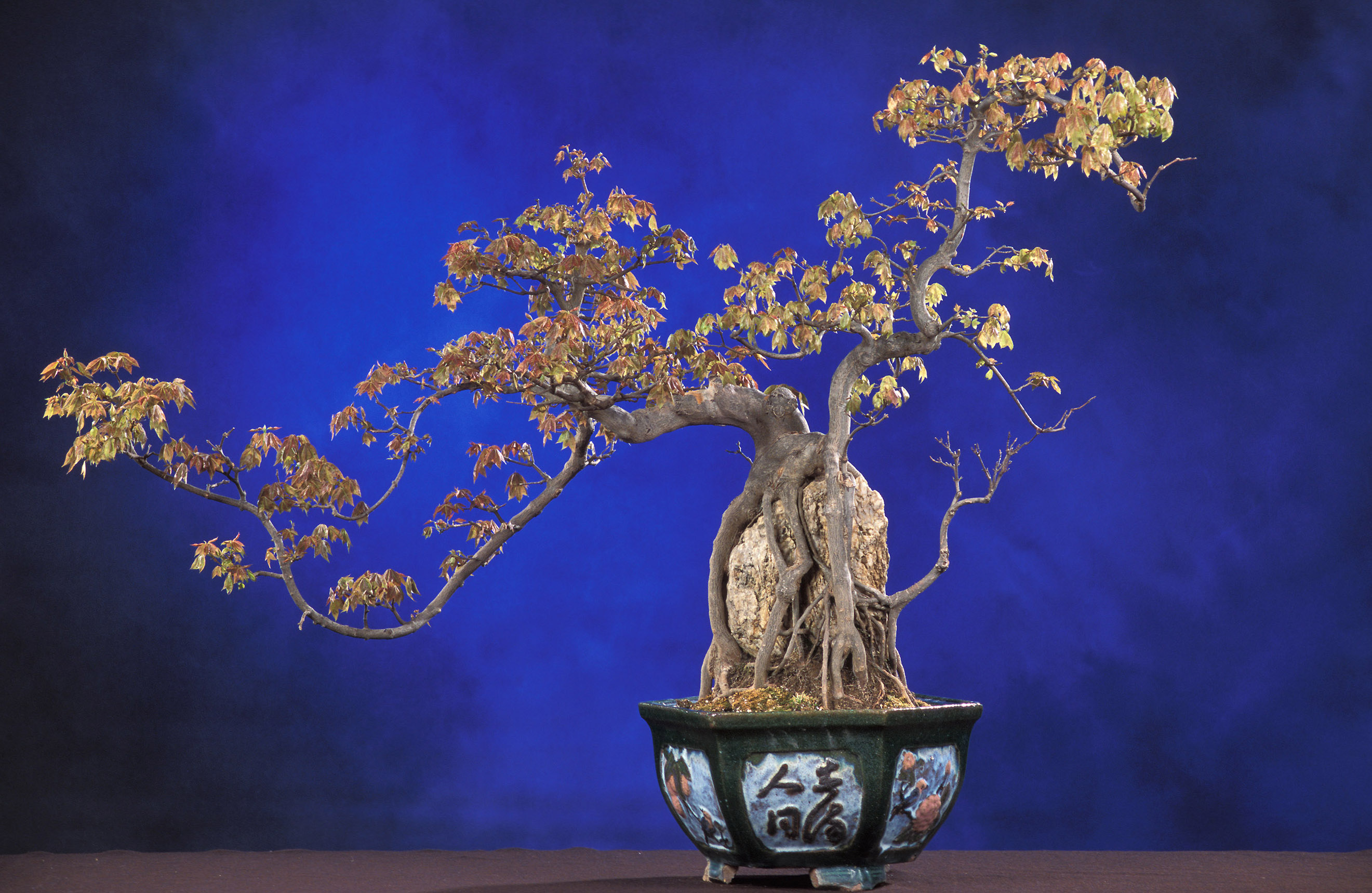
شجيرة قيقب ثلاثية الشعب (Acer buergerianum) تم إنباتها فوق صخرة: يعتبر هذا الأسلوب شائعا في فن البونساي.

بونساي أو بونسائي، بونزاي (بالـيابانية: 盆栽 = بون «طبق، آنية» + سائي «بستنة»)هو فن ياباني يعنى بغرس وتربية الأشجار أو الشجيرات في أصوص (ج. أصيص: وعاء خاص يستعمل لغرس النباتات). يطلق اللفظ أيضا على الأشجار المصغرة التي يتم الحصول عليها عن طريق هذا الفن.
مع السنوات تطورت التقنيات، الشيء الذي سمح لهواة هذا الفن تغيير ارتفاع واتجاه نمو الأشجار، وكذا التحكم في نمو هذه النباتات. البعض يسميه فن النحت على الأشجار. توجد بعض الاشكال التقليدية التي يمكن اتبعها عند القيام بعمليتي القص والتشذيب، على أن للبونساي قاعدة ذهبية تقول: «إذا أعجبك شكله ومظهره، فهو بكل تأكيد بونساي جميل».
بونساي" هو النطق الياباني من penzai, ويحبذ كنوع من الاحترام للغة والتقاليد اليابانية مراعاة عدم الخلط بين نطق كلمة بونساي مع كلمة "banzai" والتي تعني "10 آلاف سنة" باللغة اليابانية وهي نفس الكلمة التي رددها الجنود اليابانيون وهم يشنون هجماتهم الانتحارية على مواقع الحلفاء في الحرب العالمية الثانية، وغالباً ما تستخدم كلمة بونساي في اللغة الإنجليزية باعتبارها مصطلح لجميع أشجار مصغرة في حاويات أو أواني. تركز هذه المقالة على بونساي على النحو المحدد في التقاليد اليابانية.
أغراض بونساي هي في المقام الأول التأمل (للمشاهدة) وممارسة متعة الجهد والإبداع (للمزارع). وليس المقصود بونساي لإنتاج الغذاء، أو لإنشاء ساحة أو حديقة بحجم الحدائق أو المناظر الطبيعية.
يتم إنشاء بونساي بدءاً من مصدر المواد. قد يكون هذا القطع، الشتلات، أو شجرة صغيرة من الأنواع المناسبة للبونساي. يمكن إنشاء بونساي من ما يقرب من أي المعمرة الخشبية شجرة أو شجيرة الأنواع التي تنتج الفروع ويمكن زراعتها من خلال الحبس وعاء من التاج وتقليم الجذر.
تتشكل عينة المصدر التي تكون صغيرة نسبياً لتلبية المعايير الجمالية للبونساي. عندما تقترب بونساي من حجمها النهائي المخطط هي التي زرعت في وعاء العرض، عادة واحدة مصممة لعرض بونساي في واحدة من الأشكال المقبولة لنسب قليلة و. من تلك النقطة، يتم تقييد نموها للبيئة وعاء. على مدار العام.
يتم الخلط أحياناً بين ممارسة البونساي والتقزيم، ولكن عموماً يشير القزيم إلى البحث والاكتشاف، أو إنشاء أصناف النبات التي هي دائمة. بونساي لا تتطلب الأشجار المعدلة وراثياً، ولكن يعتمد بدلاً من ذلك على زراعة الأشجار الصغيرة من الأسهم العادية والبذور. بونساي يستخدم تقنيات زراعة مثل الحد من تقليم الجذر، بوتينغ، تساقط الأوراق، والتطعيم لإنتاج الأشجار الصغيرة التي تحاكي شكل وأسلوب ناضجة الأشجار ذات الحجم الكامل.

## الطريقة
يعتقد البعض أن الـبونساي يتم الحصول عليها من أشجار أو شجيرات خاصة. رغم الاستعمال الشائع لبعض أنواع الأشجار في هذا الفن، إلا أنه يمكن الحصول على الـبونساي عن طريق أي من ألباب الأشجار أو نبتات الغاب. من الألباب التقليدية المستعملة، لب شجرة الأرز اليابانية، أشجار الدردار الصينية، نباتات القيقب (القَيْقَب) اليابانية.

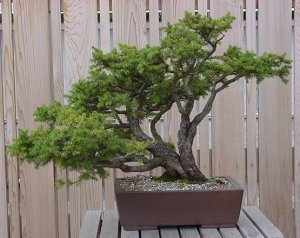
شجيرة بونساي.

يتم زرع الشجيرة في أصيص صغير كما تحرم من السمادات المساعدة للنمو. تقلم الجذور نظرا لانعدام المجال للمزيد من التوسع. أثناء عملية النمو يتم تشذيب البراعم الصغيرة وتلوى (تحنى) الأغصان بحيث تميل نحو الأرض عن طريق خيوط من النحاس. يجب أن لا يتعدى طول الشجرة عند بلوغها الـ60 سنتيمترا، وعند بلوغها ستكون هيئتها عقدية (من العقد). يمكن الحصول على الـ«بونساي» عن طريق أصناف متنوعة من الأشجار، إلا أن أكثرها ملائمة هي ذات الطبيعة الصمغية (أشجار الصنوير مثلا).

## مراحل التطور
يعود فن البونساي إلى أصول صينية. تم إدخاله إلى اليابان في القرن الـ12 ، وتطور ثم اشتهر في العالم عن طريقها. أقدم أشجار البونساي والتي لا تزال محفوظة اليوم تعود إلى بضع مئات من السنين. يتم تشذيب الشجيرة حسب قواعد صارمة، تصبح هذه الأشجار مصدرا للتأمل والتفكر، كما تقترن بطقوس العقيدة البوذية وكذا عقيدة الشنتو المحلية. تتخذ الشجيرات عدة أشكال ويكون قوامها منتصب، متعرج أو متموج على شاكلة الأشجار الموجود في الطبيعة. تم إدخال البونساي كهواية إلى الدول الغربية في سنوات السبعينيات (1970 م)، ولازل عدد هواة هذا الفن يزداد يوما بعد يوم.

## بونساي عصرية

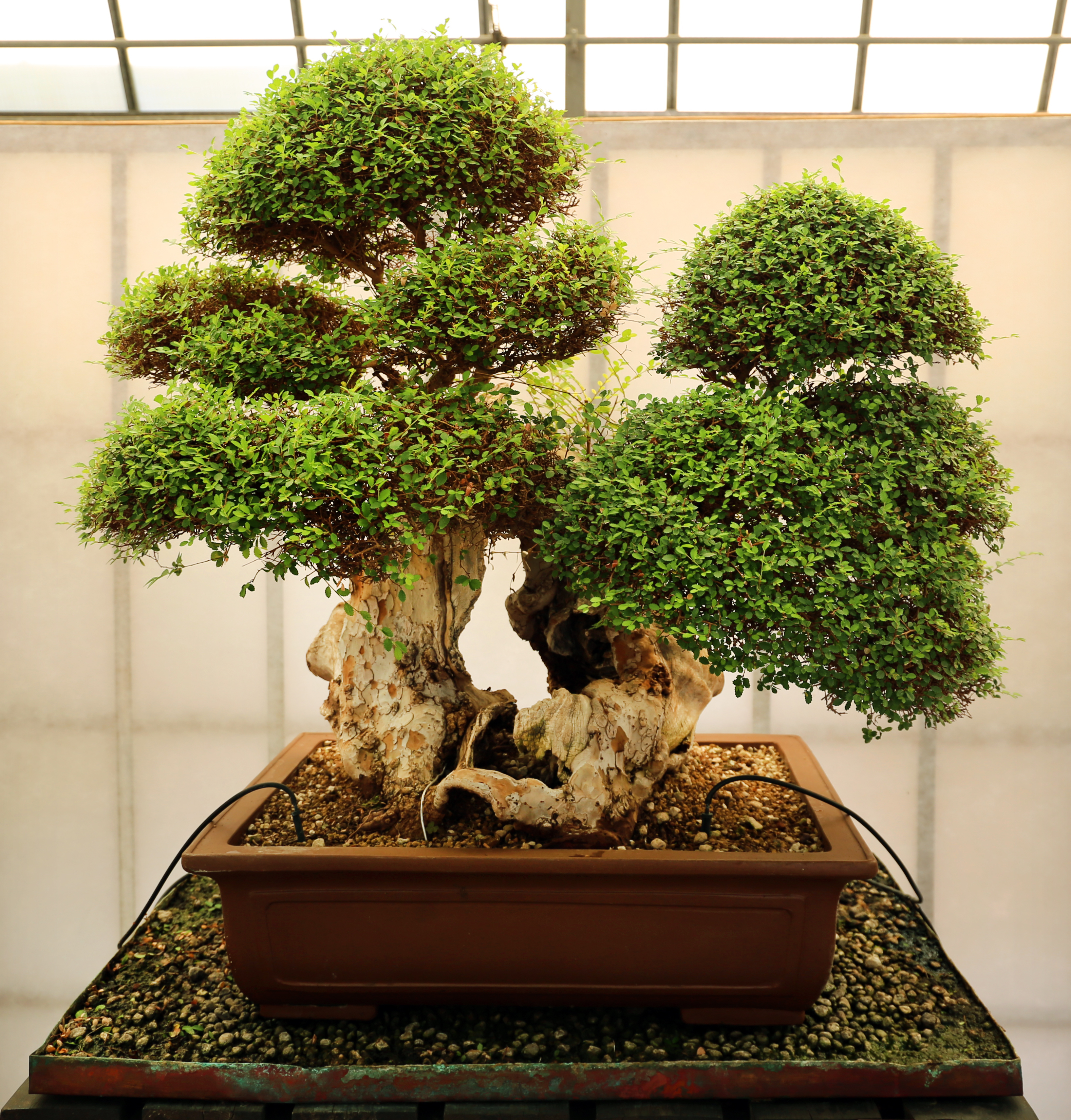
صورة توضح بونساي دردار صغير الأوراق، نمط الجزع المتعدد

بعد الحرب العالمية الثانية ساهم عدد من الاتجاهات في جعل التقليد الياباني لبونساي متاح بشكل متزايد للجماهير الغربية والعالمية. كان أحد الاتجاهات الرئيسية هو زيادة عدد معارض بونساي ونطاقها وبروزها. على سبيل المثال، عادت عروض Kokufu-ten bonsai للظهور مرة أخرى في عام 1947 بعد إلغاء دام أربع سنوات وأصبحت من الشؤون السنوية. تستمر هذه العروض حتى يومنا هذا، وتتم عن طريق الدعوة لمدة ثمانية أيام فقط في فبراير. في أكتوبر 1964 أقيم معرض كبير في حديقة هيبيا من قبل جمعية Kokufu Bonsai الخاصة التي أعيد تنظيمها في جمعية Nippon Bonsai للاحتفال بأولمبياد طوكيو.
أقيم عرض كبير لبونساي وسويسيكي كجزء من المعرض العالمي إكسبو 70 وأجري نقاش رسمي لجمعية دولية من المتحمسين. في عام 1975 أقيم أول معرض Gafu-ten (معرض على الطراز الأنيق) لبونساي شوهين (13-25 سم أو 5-10 بوصة). هكذا كان أول Sakufu-ten (معرض بونساي خلاق)، وهو أيضًا الحدث الوحيد الذي يعرض فيه مزارعو بونساي المحترفون الأشجار التقليدية بأسمائهم الخاصة بدلاً من اسم المالك.
أقيم مؤتمر بونساي العالمي الأول في أوساكا خلال معرض بونساي وسويسيكي العالمي في عام 1980. بعد تسع سنوات عُقد أول مؤتمر عالمي لبونساي في أوميا وافتتح اتحاد الصداقة العالمي لبونساي (WBFF). اجتذبت هذه المؤتمرات عدة مئات من المشاركين من عشرات البلدان، ومنذ ذلك الحين تُعقد كل أربع سنوات في مواقع مختلفة حول العالم: ففي عام 1993 عقدت في أورلاندو( فلوريدا) وفي1997 عقدت في سيول (كوريا) وفي عام 2001 عقدت في ميونيخ (ألمانيا) وفي عام 2005 في واشنطن العاصمة وفي عام 2009 سان خوان( بورتوريكو). في الوقت الحالي تواصل اليابان استضافة معارض منتظمة تضم أكبر عدد من عينات البونساي في العالم وأعلى جودة معترف بها للعينات.
كان الاتجاه الرئيسي الآخر هو زيادة الكتب عن بونساي والفنون المماثلة، والتي تُنشر الآن لأول مرة باللغة الإنجليزية ولغات أخرى للجمهورمن خارج اليابان. في عام 1952 تعاون ابن زعيم مجتمع بونساي الياباني يوجي يوشيمورا مع الدبلوماسي الألماني والمؤلف ألفريد كوهن لتقديم استعراضات بونساي. كان كوهن متحمسًا قبل الحرب وقد نُشر كتابه عام 1937 Japanese Tray Landscapes باللغة الإنجليزية في بكين. كتاب يوشيمورا عام 1957 «فن البونساي» الذي كتب باللغة الإنجليزية مع تلميذه جيوفانا هالفورد أطلق عليه لاحقًا «إنجيل بونساي الياباني الكلاسيكي للغربيين» مع أكثر من ثلاثين مطبوعة.
تم تقديم فن سايكي ذي الصلة بالبونساي للجمهور الناطق باللغة الإنجليزية في عام 1963 في كتاب كاواموتو وكوريهارا بونساي سايكي، وصف هذا الكتاب مناظر طبيعية مصنوعة من مواد نباتية أصغر مما كانت تستخدم تقليديًا في بونساي مما يوفر بديلاً لاستخدام النباتات الكبيرة والأقدم، والتي نجا القليل منها من أضرار الحرب.
كان الاتجاه الثالث هو زيادة توافر تدريب الخبراء في البونساي في البداية فقط في اليابان ثم على نطاق أوسع. في عام 1967 درست أول مجموعة من الغربيين في مشتل أمية. بعد العودة إلى الولايات المتحدة أسس هؤلاء الأشخاص جمعية بونساي الأمريكية. ثم قام أفراد آخرون من خارج آسيا بالزيارة والدراسة في مختلف المشاتل اليابانية. أعاد هؤلاء الزوار إلى نواديهم المحلية أحدث التقنيات والأساليب التي تم نشرها بعد ذلك. سافر المعلمون اليابانيون أيضًا على نطاق واسع، وجلبوا خبرة بونساي العملية إلى جميع القارات الست.
الاتجاه الأخير الذي يدعم مشاركة العالم في بونساي هو التوسع في توافر مخزون نباتات بونساي المتخصص، مكونات التربة، الأدوات، الأواني، والعناصر الإضافية الأخرى. تقوم مشاتل بونساي في اليابان بالإعلان عن وشحن عينات بونساي في جميع أنحاء العالم. معظم البلدان لديها مشاتل محلية توفر مخزونًا نباتيًا أيضًا. تتوفر مكونات تربة بونساي اليابانية مثل طين أكاداما في جميع أنحاء العالم، كما يوفر الموردون مواد محلية مماثلة في العديد من المواقع. تتوفر أدوات بونساي المتخصصة على نطاق واسع من مصادر يابانية وصينية. يوفر الخزافون في جميع أنحاء العالم المواد للهواة والمتخصصين في العديد من البلدان.
لقد وصلت بونساي الآن إلى جمهور عالمي. يوجد أكثر من ألف ومئتان كتاب عن بونساي والفنون ذات الصلة بستة وعشرين لغة على الأقل متوفرة في أكثر من تسعين دولة وإقليم. تم طباعة بضع عشرات من المجلات بأكثر من ثلاث عشرة لغة. كما تتوفر العديد من النشرات الإخبارية للنادي عبر الإنترنت، وهناك أيضًا العديد من منتديات المناقشة والمدونات. هناك ما لا يقل عن مائة ألف متحمس في حوالي 1500 نادي ورابطة في جميع أنحاء العالم، بالإضافة إلى أكثر من خمسة ملايين من الهواة غير المنتسبين. يتم ترويض المواد النباتية من كل موقع على بونساي وعرضها في المؤتمرات والمعارض المحلية والإقليمية والوطنية والدولية للمتحمسين وعامة الناس.

## جماليات

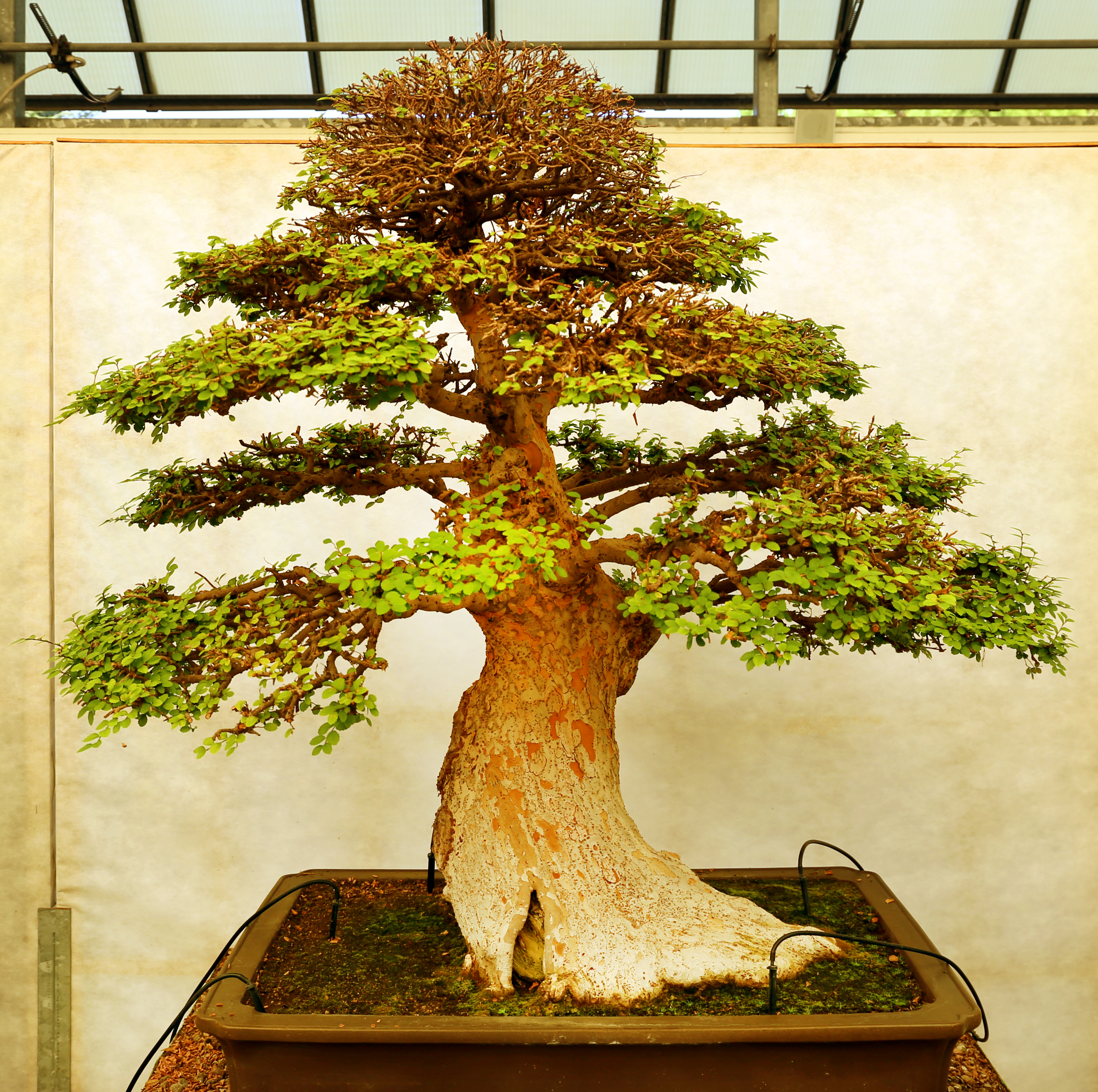
بونساي دردار صغير الأوراق، نمط عمودي غير رسمي.

جماليات بونساي هي الأهداف الجمالية التي تميز التقليد الياباني لزراعة شجرة مصغرة ذات شكل فني في وعاء. العديد من الخصائص الثقافية اليابانية، ولا سيما تأثير زن البوذية والتعبير عن الوابي سابي تشكل تقليد بونساي في اليابان. تشمل الأشكال الفنية الراسخة التي تشترك في بعض المبادئ الجمالية مع بونساي بنجينغ وسايكي. اعتمد عدد من الثقافات الأخرى في جميع أنحاء العالم النهج الجمالي الياباني تجاه بونساي، وعلى الرغم من بعض الاختلافات التي بدأت في الظهور فإن معظمها يلتزم بشكل وثيق بقواعد وفلسفات التصميم الخاصة بالتقاليد اليابانية.
على مدى قرون من الممارسة قامت فلسفة جمال البونساي اليابانية بترميز بعض التقنيات المهمة وإرشادات التصميم مثل القواعد الجمالية التي تحكم، على سبيل المثال، موسيقى فترة التدريب الغربية الشائعة، تساعد إرشادات بونساي الممارسين على العمل ضمن تقليد راسخ مع بعض التأكيد على النجاح. فمجرد اتباع الإرشادات وحدها لن يضمن نتيجة ناجحة. ولكن مع ذلك نادرًا ما يمكن كسر إرشادات التصميم هذه دون تقليل أثرعينة البونساي. تتضمن بعض المبادئ الأساسية في جماليات بونساي ما يلي:
- التصغير: بحكم التعريف البونساي هي شجرة يتم الاحتفاظ بها صغيرة بما يكفي لتُزرع في الحاوية بينما تنشئ بطريقة أخرى للحصول على مظهر ناضج.
- النسبة بين العناصر: تحاكي النسب الأكثر قيمة تلك الخاصة بشجرة كاملة النمو قدر الإمكان. الأشجار الصغيرة ذات الأوراق أو الإبر الكبيرة غير متناسبة ويتم تجنبها، كما هو الحال مع الجذع الرقيق ذي الأغصان السميكة.
- التباين: جماليات بونساي لا تشجع التماثل الشعاعي أو الثنائي الصارم في وضع الفرع والجذر.
- عدم وجود أثر للفنان: يجب ألا تكون لمسة المصمم واضحة للمشاهد. فإذا تمت إزالة فرع في تشكيل الشجرة سيتم إخفاء الندبة، وبالمثل يجب إزالة الأسلاك أو إخفاؤها على الأقل عند عرض البونساي، كما يجب ألا تترك علامات دائمة على الفرع أو اللحاء.[13]
- الحدة: تساعد العديد من القواعد الرسمية للبونساي المزارع في إنشاء شجرة تعبر عن الوابي سابي، أو تصور جانبًا من مونو نو اواري.

## العرض

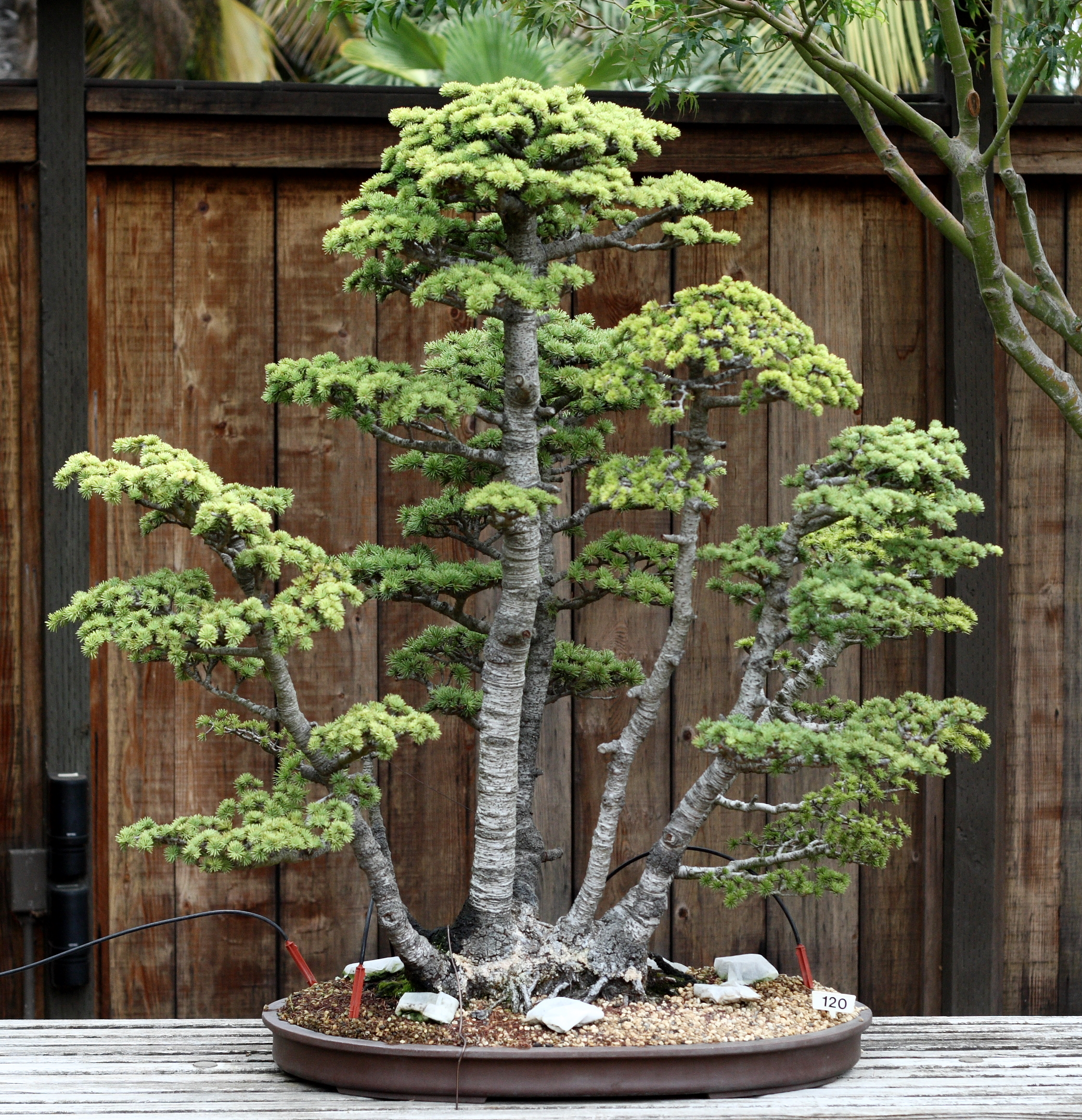
معروض بونساي على مقعد في الهواء الطلق لاحظ جهاز الري الآلي.

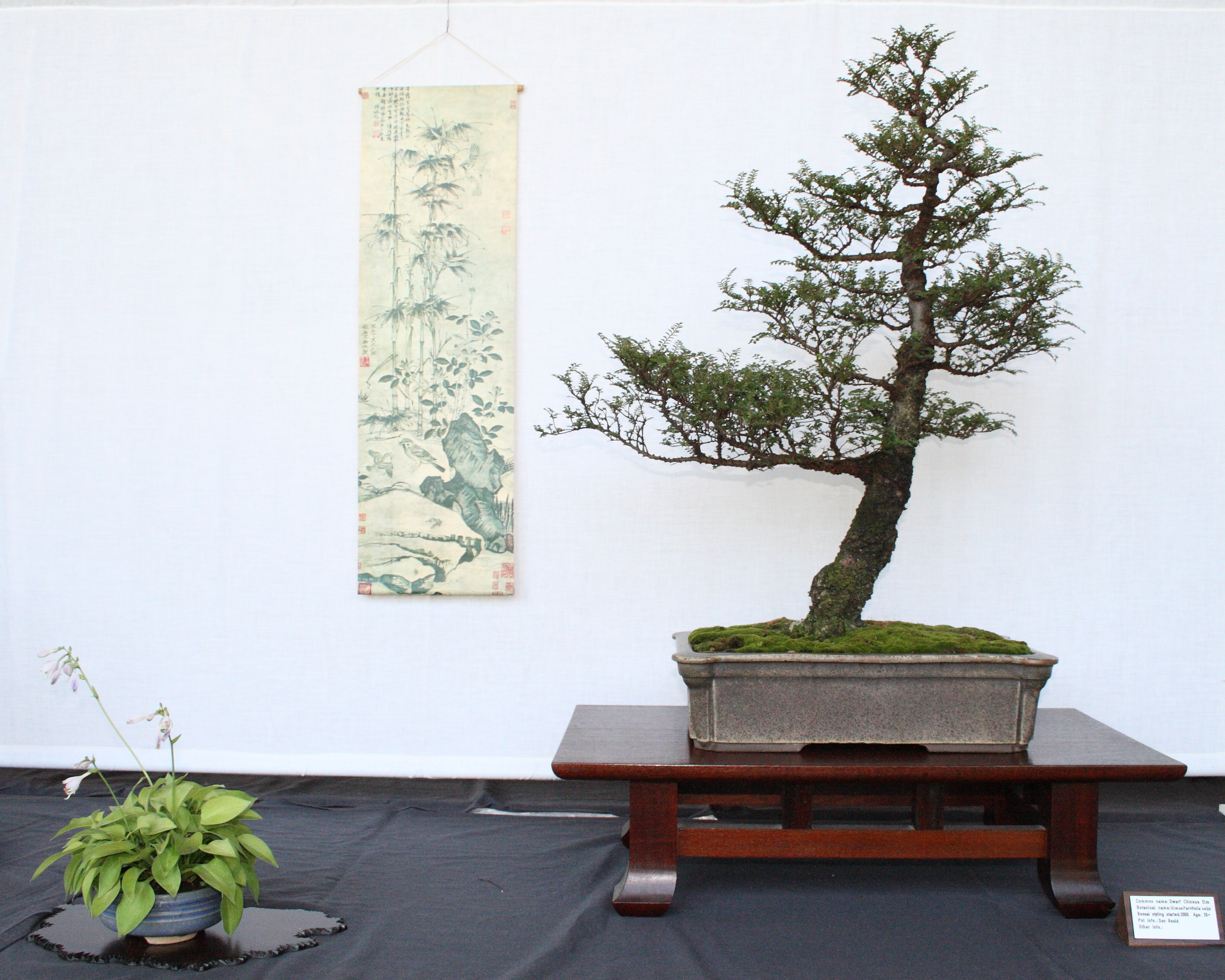
بونساي سيجو الدردار معروض مع شيتاكوسا لنباتات هوستا مصغرة وزخارف حلزونية معلقة.

يقدم عرض البونساي واحدة أو أكثر من عينات البونساي بطريقة تسمح للمشاهد برؤية جميع الميزات الهامة للبونساي من الموقع الأكثر فائدة. يؤكد هذا الموقف على «الجبهة» المحددة لبونساي، والتي تم تصميمها في جميع أنواع البونساي. إنها تضع البونساي على ارتفاع يسمح للمشاهد بتخيل البونساي كشجرة بالحجم الكامل تُرى من مسافة بعيدة، مع وضع البونساي ليس منخفضًا جدًا بحيث يبدو أن المشاهد يحوم في السماء فوقه ولا مرتفعًا جدًا لدرجة أن المشاهد يبدو أنه ينظر إلى الشجرة من تحت الأرض. يوصي كاتب البونساي الشهير بيتر آدامز بأن تظهر البونساي كما لو كانت "في معرض فني: في الارتفاع المناسب؛ في عزلة؛ على خلفية بسيطة، خالية من كل التكرار مثل الملصقات والإكسسوارات الصغيرة المبتذلة."
بالنسبة للعروض الخارجية هناك بعض القواعد الجمالية. العديد من العروض الخارجية شبه دائمة مع بقاء أشجار البونساي في مكانها لأسابيع أو شهور في كل مرة. ولتجنب إتلاف الأشجار يجب ألا يعيق العرض الخارجي كمية ضوء الشمس اللازمة للأشجار المعروضة، ويجب أن تدعم الري، وقد تضطر أيضًا إلى منع الرياح الشديدة أو هطول الأمطار. نتيجة لهذه القيود العملية غالبًا ما تكون العروض الخارجية ذات طراز ريفي مع مكونات خشبية أو حجرية بسيطة. التصميم الشائع هو المقعد، وأحيانًا مع أقسام على ارتفاعات مختلفة لتناسب أحجامًا مختلفة من البونساي، والتي توضع على طولها البونساي في خط. حيثما تسمح المساحة تكون عينات البونساي الخارجية متباعدة بما يكفي بحيث يمكن للمشاهد التركيز على واحدة تلو الأخرى. عندما تكون الأشجار قريبة جدًا من بعضها البعض فإن الخلاف الجمالي بين الأشجار المتجاورة ذات الأحجام أو الأنماط المختلفة يمكن أن يربك المشاهد، وهي مشكلة يتم تناولها خلال عروض المعرض.
تسمح عروض المعرض بعرض العديد من بونساي في شكل معرض مؤقت عادة في الداخل كما سيظهر في مسابقة تصميم بونساي. للسماح بوضع العديد من الأشجار بالقرب من بعضها البعض غالبًا ما تستخدم عروض المعرض سلسلة من القبب الصغيرة تحتوي كل منها على وعاء واحد ومحتويات البونساي الخاصة به. تسهل الجدران أو الفواصل الموجودة بين القبب رؤية بونساي واحد فقط في كل مرة. الجزء الخلفي من القبة له لون ونمط محايد لتجنب تشتيت انتباه المشاهد. يتم وضع وعاء البونساي دائمًا تقريبًا على حامل رسمي بحجم وتصميم مختار لتكملة البونساي ووعائه.
في العروض الداخلية يتم ترتيب عرض بونساي رسمي لتمثيل منظر طبيعي، ويتكون في العادة من شجرة بونساي المميزة في وعاء مناسب فوق حامل خشبي، جنبًا إلى جنب مع شيتاكوسا (نبات مصاحب) يمثل الصدر، ولفافة معلقة تمثل الخلفية. تم اختيار هذه العناصر الثلاثة لتكمل بعضها البعض وتستحضر موسمًا معينًا، وتتكون بشكل غير متماثل لتحاكي الطبيعة. عند يتم عرضها داخل منزل ياباني تقليدي، غالبًا ما يتم وضع شاشة بونساي الرسمية داخل توكونوما المنزل أو قبة عرض رسمية. عادة ما يكون العرض الداخلي مؤقتًا للغاية ويستمر ليوم أو يومين، حيث أن معظم البونساي لا يتحمل الظروف الداخلية ويفقد قوته بسرعة داخل المنزل.

## الحاويات

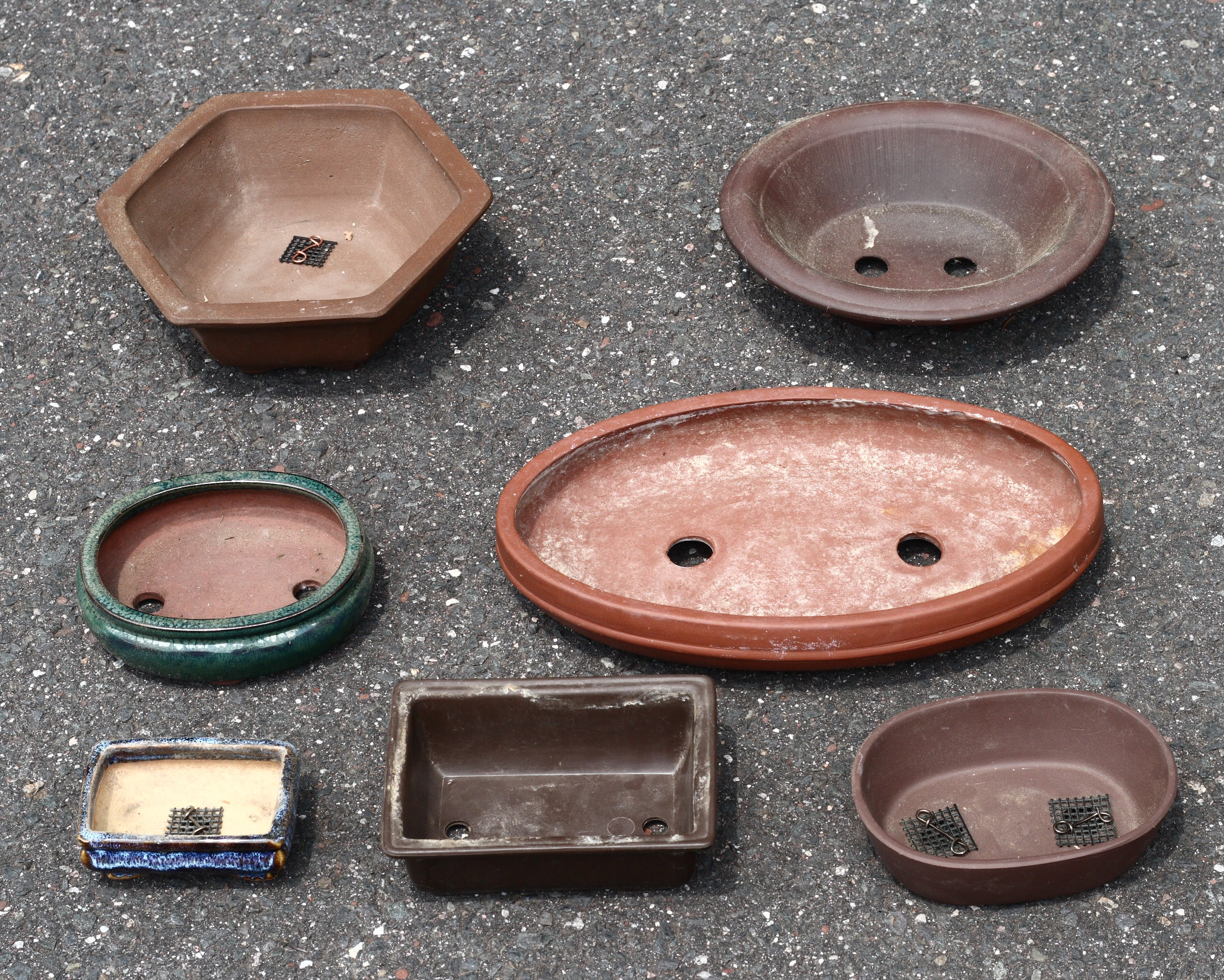
صورة توضح مجموعة متنوعة من أواني بونساي.

قد تؤوي مجموعة متنوعة من الحاويات غير الرسمية البونساي أثناء تطورها، وحتى الأشجار التي تم زرعها رسميًا في أصيص بونساي قد يتم إرجاعها إلى صناديق الزراعة من وقت لآخر. يمكن لصندوق النمو الكبير أن يأوي عدة بونساي ويوفر كمية كبيرة من التربة لكل شجرة لتشجيع نمو الجذور. يحتوي صندوق التدريب على عينة واحدة، وكمية صغيرة من التربة تساعد على تكييف البونساي بالحجم والشكل النهائي لحاوية بونساي الرسمية. لا توجد إرشادات جمالية لحاويات التطوير هذه، وقد تكون من أي مادة أو حجم أو شكل يناسب المزارع.
تزرع الأشجار المكتملة في حاويات بونساي رسمية، عادة ما تكون هذه الحاويات عبارة عن أواني خزفية تأتي في مجموعة متنوعة من الأشكال والألوان يمكن أن تكون مزججة أو غير مزججة. على عكس العديد من حاويات النباتات الشائعة الأخرى تحتوي أواني بونساي على فتحات تصريف في السطح السفلي لإتمام تربة بونساي سريعة التصريف، حيث تسمح للماء الزائد بالخروج من الوعاء. يقوم المزارعون بتغطية الثقوب بحاجز لمنع التربة من السقوط ومنع الآفات من دخول الأواني من الأسفل. عادةً ما يكون للأواني جوانب عمودية بحيث يمكن إزالة كتلة جذر الشجرة بسهولة للفحص والتقليم وإعادة الزرع على الرغم من أن هذا مراعاة عملية وأن أشكال الحاويات الأخرى مقبولة.
هناك بدائل لأوعية الخزف التقليدية. يمكن إنشاء بونساي متعدد الأشجار فوق لوح صخري مسطح إلى حد ما مع تربة مكدسة فوق سطح الصخر وزرع الأشجار داخل التربة المرتفعة. في الآونة الأخيرة بدأ صانعو بونساي أيضًا في تصنيع ألواح تشبه الصخور من المواد الخام بما في ذلك الخرسانة واللدائن المدعمة بألياف زجاجية. يمكن جعل هذه الأسطح المبنية أخف بكثير من الصخور الصلبة ويمكن أن تشمل المنخفضات أو الجيوب لتربة إضافية، ويمكن تصميمها لتصريف المياه وكذلك جميع الخصائص التي يصعب تحقيقها باستخدام ألواح الصخور الصلبة. يمكن أيضًا استخدام حاويات غير تقليدية أخرى ولكن في عرض ومسابقات بونساي الرسمية في اليابان فإن وعاء بونساي الخزفي هو الحاوية الأكثر شيوعًا.
لعرض بونساي رسميًا في حالته المكتملة يتم اختيار شكل الوعاء ولونه وحجمه لتكملة الشجرة كذلك يتم اختيار إطار الصورة لتكملة اللوحة. بشكل عام تُستخدم الحاويات ذات الجوانب المستقيمة والزوايا الحادة للنباتات ذات الأشكال الرسمية، بينما تُستخدم الحاويات البيضاوية أو المستديرة للنباتات ذات التصميمات غير الرسمية. تؤثر العديد من الإرشادات الجمالية على اختيار لون وتشطيب الوعاء. على سبيل المثال غالبًا ما توضع البونساي دائمة الخضرة في أواني غير مزججة، بينما تظهر الأشجار النفضية عادة في أواني زجاجية. تتميز الأواني أيضًا بحجمها. يتم مراعاة التصميم العام لشجرة البونساي وسماكة جذعها وارتفاعها عند تحديد حجم الوعاء المناسب.
بعض الأواني قابلة للتحصيل بشكل كبير مثل الأواني الصينية أو اليابانية القديمة المصنوعة في مناطق بها صانعو الأواني ذوي الخبرة مثل توكونامه في اليابان، أو ييشينغ في الصين. اليوم ينتج العديد من الخزافين في جميع أنحاء العالم أواني بونساي.

## الزراعة والرعاية
تتطلب زراعة ورعاية البونساي تقنيات وأدوات متخصصة لدعم نمو الأشجار وصيانتها على المدى الطويل في الحاويات الصغيرة.

### التقنيات

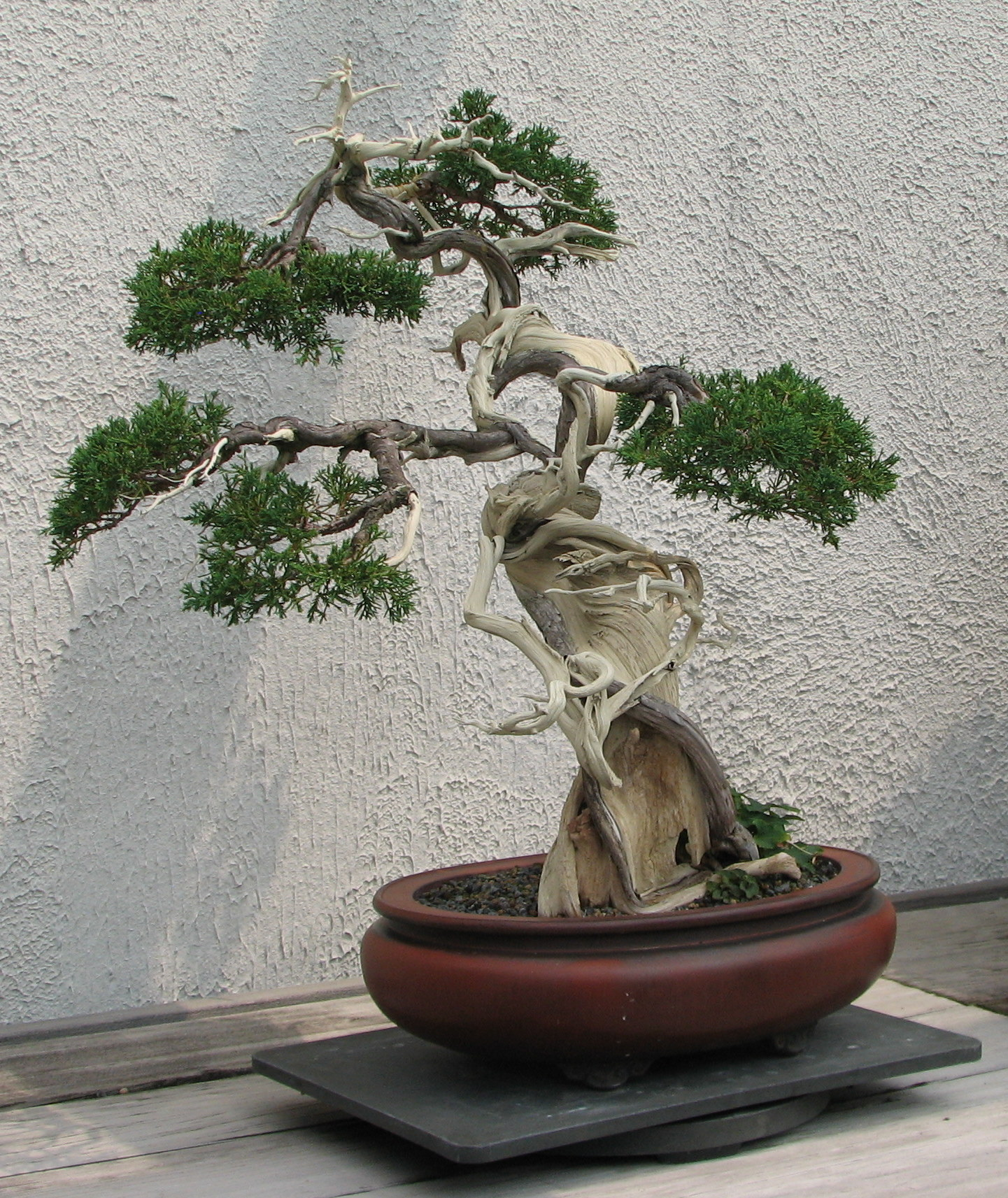
العرعر يستخدم على نطاق واسع كل من الجن (فروع الأغصان اليابسة) والشاري (جذع الغصن اليابس).